# Modernacris simplex
Modernacris simplex är en insektsart som beskrevs av Willemse, C. 1935. Modernacris simplex ingår i släktet Modernacris och familjen Pyrgomorphidae. Inga underarter finns listade i Catalogue of Life.